# Perkunas Virgae
Perkunas Virgae là một vệt màu trên Titan, vệ tinh tự nhiên của Sao Thổ.

## Nét đặc trưng
Perkunas Virgae tập trung ở 27° vĩ độ nam và 162 kinh độ tây, và có chiều dài là 980 km tại điểm rộng nhất của nó.

## Quan sát
Perkunas Virgae được phát hiện trên các hình ảnh được truyền bởi Nhiệm vụ Cassini.
Nó được đặt theo tên của Perkūnas, thần mưa đầu trong thần thoại Litva.